# Antonio Correr

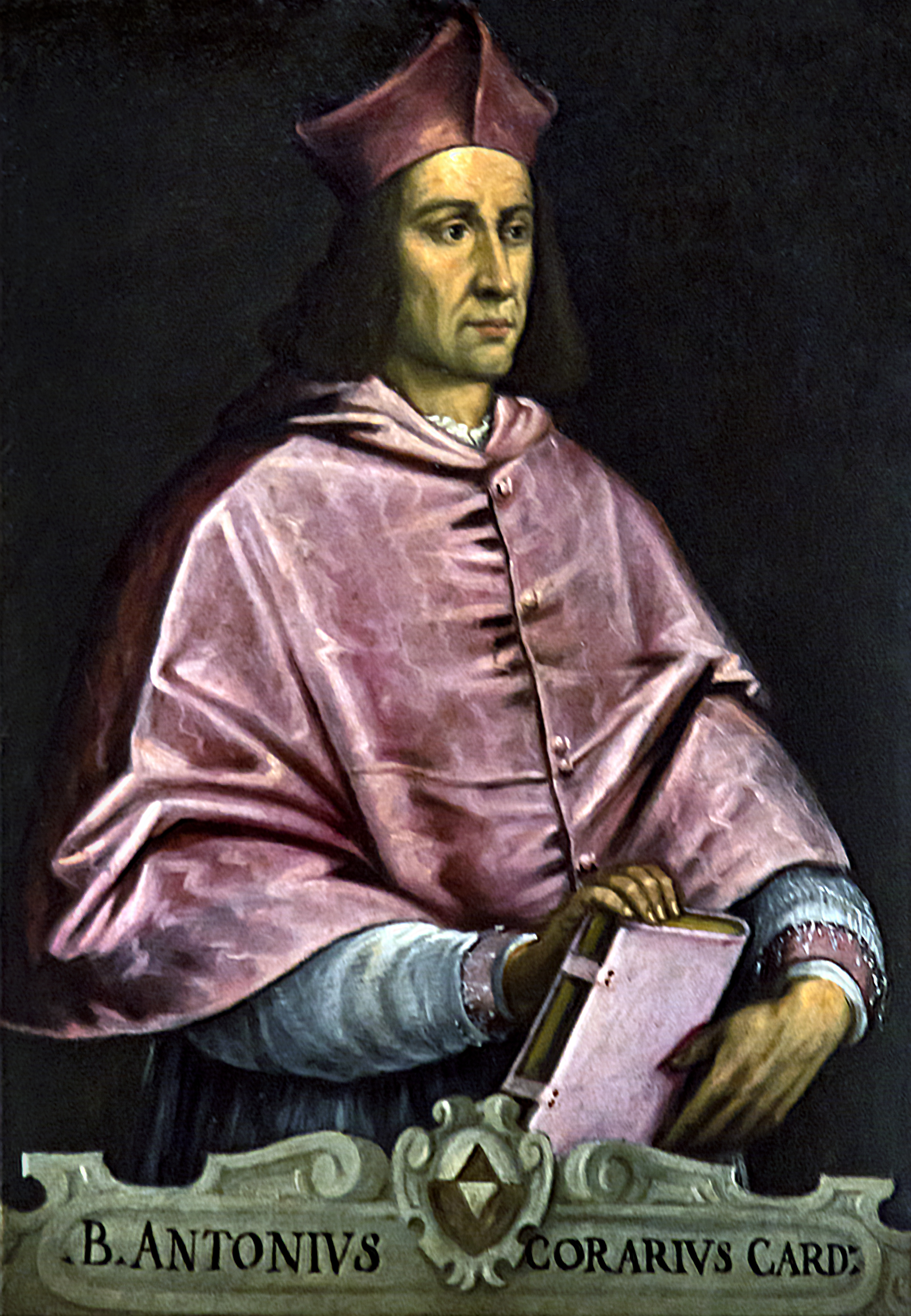
Porträt des Kardinals Antonio Correr (Kirche Madonna dell’Orto, Venedig, ca. 1622)

Antonio Correr CRSA (* 15. Juli 1369 in Venedig; † 19. Januar 1445 in Padua) war ein italienischer Kardinal. Er ist einer der Gründer der Augustiner-Chorherren von San Giorgio in Alga in Venedig.

## Leben
Antonio Correr war Sohn von Filippo Correr und Cassandra Venier, der Bruder von Gregor XII. und ein Cousin von Papst Eugen IV. Er war Dekan von Koroni. 1405 wurde er zum Bischof des Lateinischen Bistums Modon erwählt und am 24. Februar 1407 bestätigt. Die Bischofsweihe spendete ihm am 26. Februar 1407 Papst Gregor XII. Am 31. März 1407 wurde Correr nach Bologna versetzt. Von Kardinallegat Baldassare Cossa, dem späteren Gegenpapst Johannes XXIII., wurde er jedoch daran gehindert, Besitz von seiner Diözese zu nehmen, da dieser Papst Gregor XII. für unrechtmäßig hielt. Zwischen 1408 und 1410 war er Apostolischer Administrator von Asolo und von 1408 bis 1409 als Nachfolger seines Onkels Lateinischer Patriarch von Konstantinopel.
Papst Gregor XII. kreierte Correr am 9. Mai 1408 zum Kardinal und ernannte ihn zum Kardinalpriester von San Pietro in Vincoli. Wenige Monate später erhob der Papst ihn zum Kardinalbischof von Porto. Danach wurde er 1408 Päpstlicher Legat für Deutschland und Flandern und 1412 zum Camerlengo der Katholischen Kirche ernannt. 1420 und 1421 war er Administrator von Cittanova und von 1420 bis 1434 Erzpriester des Petersdoms.
Er wurde Legat von Perugia, Kommendatarabt von S. Angelo in Verona, S. Zeno in Verona und S. Giovanni di Verdara in Padua. Correr wurde von seinem Cousin Papst Eugen IV. am 14. März 1431 zum Kardinalbischof von Ostia und Velletri ernannt. Im Oktober und November 1435 war er Administrator des Bistums Rimini und von 1435 bis 1440 Administrator von Cervia. Nach dem Tod von Giordano Orsini am 29. Mai 1438 wurde er Dekan des Kardinalskollegiums.
Correr war nicht am Konzil von Pisa 1409 beteiligt, bei dem die Gegenpäpste Alexander V. und Johannes XXIII. gewählt wurden. Er nahm teil am Konzil von Konstanz 1417, bei dem Martin V. gewählt wurde, und am Konklave 1431, in dem Eugen IV. gewählt wurde.
Er starb in Padua und wurde in San Giorgio in Alga beigesetzt.